# فرودگاه ایروک
فرودگاه ایروک (به انگلیسی: Airok Airport) یک فرودگاه با کد یاتا AIC است. این فرودگاه در شهر ماجورو کشور جزایر مارشال قرار دارد.

## شرکت‌های هواپیمایی و مقصدهای پروازی
| شرکت‌های هواپیمایی        | مقصدهای پروازی                       |
| ------------------------ | ------------------------------------ |
| ال‌ای‌ام موزامبیک ایرلاینز | صحرایی ارتشی بوچولز، اس جزیره مارشال |